# Abate Luigi

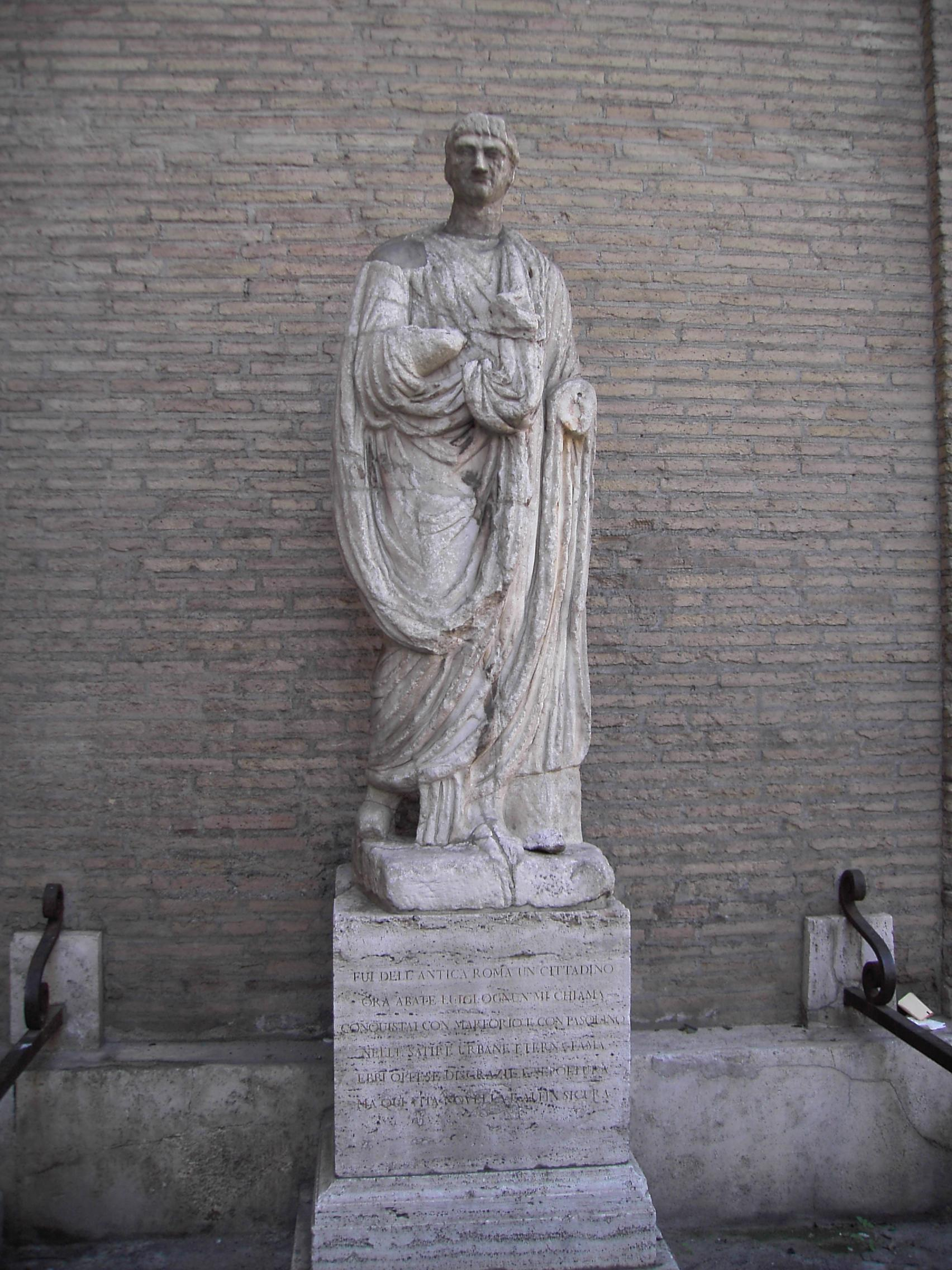
Estátua do "Abade Luís"

Abate Luigi (em romanesco: Abbate Luiggi) ou "Abade Luís" é uma das estátuas falantes de Roma. Desde 1924, voltou a ficar na piazza Vidoni, encostada no muro lateral da basílica de Sant'Andrea della Valle, no rione Sant'Eustachio. Este é considerado o lugar original por que a estátua foi encontrada durante a construção do Palazzo Vidoni, na área do antigo Teatro de Pompeu, mas ela mudou de lugar algumas vezes durante os séculos.

## História e descrição
Trata-se de uma escultura do período romano tardio, provavelmente de um alto magistrado. Na falta de uma identificação precisa, seu apelido é fruto da imaginação popular, que, com sua argúcia peculiar, decidiu que o personagem era particularmente parecido com o sacristão da igreja vizinha do Sudário, chamado "Luigi" (Luís).
Como as outras cinco, é a "voz" de diversas pasquinadas, as violentas e irreverentes sátiras dirigidas, sempre de forma anônima, as figuras públicas mais importantes de Roma nos séculos XIV e XV. A inscrição na base é uma referência a esta sua característica loquacidade literária:
| Romanesco: FUI DELL'ANTICA ROMA UN CITTADINO ORA ABATE LUIGI OGNUN MI CHIAMA CONQUISTAI CON MARFORIO E CON PASQUINO NELLE SATIRE URBANE ETERNA FAMA EBBI OFFESE, DISGRAZIE E SEPOLTURA MA QUI VITA NOVELLA E ALFIN SICURA | Português: Fui, da Antiga Roma, um cidadão Agora de Abade Luís todos me chamam Conquistei, com Marfório e com Pasquino Na sátira urbana, eterna fama Fui ofendido, desgraçado e sepultado Mas aqui, vida nova e, enfim, segura. |

A segurança da "vida nova" da inscrição aparentemente ainda não se realizou, pois a estátua sofreu, recentemente, com vários atos de vandalismo, especialmente tentativas de remoção da cabeça, que já foi substituída repetidas vezes. Foi por ocasião de uma destas "decapitações", em 1966, que estátua "falou" pela última vez, com uma pasquinada endereçada ao vândalo anônimo (mas não só a ele): "O tu che m'arubbasti la capoccia / vedi d'ariportalla immantinente / sinnò, vòi véde? come fusse gnente/ me manneno ar Governo. E ciò me scoccia".